# Marie Barbey-Chappuis
Pour les articles homonymes, voir Chappuis.
Marie Barbey-Chappuis, née le 14 mai 1981 à Genève, est une personnalité politique genevoise, membre du Centre.
Elle est membre du Conseil administratif de la Ville de Genève depuis 1er juin 2020, chargée du Département de la sécurité et des sports. Elle est maire de Genève du 1er juin 2022 au 31 mai 2023.

## Biographie
Marie Barbey-Chappuis naît Marie Chappuis le 14 mai 1981, d'un père ingénieur et patron d'une PME et d'une mère enseignante à l'école primaire.
Elle grandit en ville de Genève, dans le quartier de Florissant. Elle effectue sa scolarité à Genève et passe une maturité latine au Collège Calvin en 2000.
En 2004, elle obtient une licence en relations internationales de l'Institut universitaire de hautes études internationales et du développement, puis l''année suivante un diplôme postgrade en journalisme à l'Université Laval (Québec).
Elle est mariée depuis mai 2012 à Alexis Barbey, conseiller en communication et ancien banquier, député PLR au Grand Conseil du canton de Genève et membre du Conseil municipal (législatif) de la ville de Genève de 2003 à 2012,,. Ils ont deux filles.

## Parcours professionnel
Après avoir travaillé durant deux ans comme assistante parlementaire de la députation du Parti démocrate-chrétien (PDC), elle est engagée en 2008 au département cantonal de l'économie et de la santé pour s’occuper notamment de la gestion de la Conférence des chefs de département de l’économie publique de Suisse occidentale,. En 2009, elle est nommée responsable des affaires parlementaires de ce département.
En 2013, elle intègre le département cantonal des finances en qualité de secrétaire générale adjointe.
En 2018, elle est nommée cheffe de cabinet de Serge Dal Busco, conseiller d'État chargé du département des infrastructures.

## Parcours politique
Elle adhère au PDC (aujourd'hui Le Centre) en 2006. En mars 2007, à l'âge de 26 ans, elle est élue au Conseil municipal (législatif) de la Ville de Genève. Réélue pour les législatures 2011-2015 et 2015-2020, elle occupe la fonction de chef du groupe de 2013 à 2015.
Elle est l'une des trois vice-présidentes du PDC cantonal du 4 octobre 2018 au 7 juillet 2020,. Elle est également vice-présidente du PDC de la Ville de Genève[Quand ?][réf. nécessaire].
En avril 2020, elle est élue pour la législature 2020-2025 au Conseil administratif (exécutif) de la Ville de Genève, composé pour la première fois d'une majorité de femmes,. Elle y est l'unique représentante du centre-droit. Selon les quotidiens La Tribune de Genève et Le Temps, elle doit en grande partie son élection à l'électorat de gauche, qui préférait son profil à celui du PLR Simon Brandt,.
Elle est à la tête du Département de la sécurité et des sports,.
Elle devient Maire de Genève le 1er juin 2022, fonction qu'elle exerce durant une année jusqu'au 31 mai 2023.
En 2025, elle se fait réélire comme conseillère administrative de la Ville de Genève, devenant à nouveau la seule membre de l'exécutif représentant le centre-droit.